# Liste der Kulturdenkmäler in Mitte (Kassel)
Die Liste der Kulturdenkmäler in Mitte enthält alle Kulturdenkmäler in Mitte, dem zentralen Gemeindeteil der kreisfreien Stadt Kassel, die in der vom Landesamt für Denkmalpflege Hessen 1983 herausgegebenen Denkmaltopographie Stadt Kassel Band I veröffentlicht wurden. Teilweise wurde die Liste durch den Band Stadt Kassel II von 2005 aktualisiert, die Denkmäler sind dort allerdings fälschlicherweise dem Stadtteil Vorderer Westen zugeordnet.

## Legende
- Bezeichnung: Nennt den Namen, die Bezeichnung oder die Art des Kulturdenkmals.
- Lage: Nennt den Straßennamen und wenn vorhanden die Hausnummer des Kulturdenkmals. Die Grundsortierung der Liste erfolgt nach dieser Adresse. Der Link „Karte“ führt zu verschiedenen Kartendarstellungen und nennt die Koordinaten des Kulturdenkmals.
- Beschreibung: Nennt bauliche und geschichtliche Einzelheiten des Kulturdenkmals, vorzugsweise die Denkmaleigenschaften. In Klammern sollte die Begründung des Denkmalwertes abgekürzt angegeben werden: g = geschichtlich, k = künstlerisch, s = städtebaulich, t = technisch, w = wissenschaftlich.
- Bauzeit: Gibt die Datierung an; das Jahr der Fertigstellung bzw. den Zeitraum der Errichtung. Eine Sortierung nach Jahr ist möglich.

## Denkmalliste Mitte

### Gesamtanlage Friedrichsstraße
| Bild            | Bezeichnung | Lage                     | Beschreibung                    | Bauzeit | Daten |
| --------------- | ----------- | ------------------------ | ------------------------------- | ------- | ----- |
| Bild gesucht BW |             | Friedrichsstraße 13 Lage | (nur als Teil der Gesamtanlage) |         |       |
| Bild gesucht BW |             | Friedrichsstraße 15 Lage | (nur als Teil der Gesamtanlage) |         |       |
| Bild gesucht BW |             | Friedrichsstraße 17 Lage | (nur als Teil der Gesamtanlage) |         |       |
| Bild gesucht BW |             | Friedrichsstraße 19 Lage | (nur als Teil der Gesamtanlage) |         |       |
| Bild gesucht BW |             | Friedrichsstraße 21 Lage | (nur als Teil der Gesamtanlage) |         |       |
| Bild gesucht BW |             | Friedrichsstraße 23 Lage | (nur als Teil der Gesamtanlage) |         |       |

### Gesamtanlage Kölnische Straße
| Bild            | Bezeichnung | Lage                      | Beschreibung                                    | Bauzeit | Daten |
| --------------- | ----------- | ------------------------- | ----------------------------------------------- | ------- | ----- |
| Bild gesucht BW |             | Kölnische Straße 64b Lage | (nur als Teil der Gesamtanlage)                 |         |       |
| Bild gesucht BW |             | Kölnische Straße 66 Lage  | (nur als Teil der Gesamtanlage)                 |         |       |
| Bild gesucht BW |             | Kölnische Straße 68 Lage  |                                                 |         |       |
| Bild gesucht BW |             | Kölnische Straße 70 Lage  | (nur als Teil der Gesamtanlage)                 |         |       |
| Bild gesucht BW |             | Kölnische Straße 72 Lage  | (nur als Teil der Gesamtanlage)                 |         |       |
| Bild gesucht BW |             | Kölnische Straße 74a Lage | (nur als Teil der Gesamtanlage) (nur Vorgarten) |         |       |
| Bild gesucht BW |             | Kölnische Straße 76 Lage  |                                                 |         |       |
| Bild gesucht BW |             | Kölnische Straße 76 Lage  | Gartenhaus                                      |         |       |
| Bild gesucht BW |             | Kölnische Straße 78 Lage  | (nur als Teil der Gesamtanlage)                 |         |       |
| Bild gesucht BW |             | Kölnische Straße 80 Lage  | (nur als Teil der Gesamtanlage) (nur Vorgarten) |         |       |
| Bild gesucht BW |             | Kölnische Straße 84 Lage  | (nur als Teil der Gesamtanlage)                 |         |       |
| Bild gesucht BW |             | Kölnische Straße 84b Lage | (nur als Teil der Gesamtanlage)                 |         |       |

### Gesamtanlage Motzstraße
| Bild            | Bezeichnung | Lage                           | Beschreibung                    | Bauzeit | Daten                                         |
| --------------- | ----------- | ------------------------------ | ------------------------------- | ------- | --------------------------------------------- |
| Bild gesucht BW |             | Friedrich-Engels-Straße 5 Lage | (nur als Teil der Gesamtanlage) |         |                                               |
| Bild gesucht BW |             | Motzstraße 1 Lage              | (nur als Teil der Gesamtanlage) |         | Motzstraße 2c (nur als Teil der Gesamtanlage) |
| Bild gesucht BW |             | Motzstraße 3 Lage              | (nur als Teil der Gesamtanlage) |         |                                               |
| Bild gesucht BW |             | Motzstraße 4 Lage              | (nur als Teil der Gesamtanlage) |         |                                               |
| Bild gesucht BW |             | Motzstraße 5 Lage              | (nur als Teil der Gesamtanlage) |         |                                               |
| Bild gesucht BW |             | Motzstraße 6 Lage              | (nur als Teil der Gesamtanlage) |         |                                               |
| Bild gesucht BW |             | Motzstraße 7 Lage              | (nur als Teil der Gesamtanlage) |         |                                               |
| Bild gesucht BW |             | Motzstraße 8 Lage              | (nur als Teil der Gesamtanlage) |         |                                               |
| Bild gesucht BW |             | Motzstraße 9 Lage              | (nur als Teil der Gesamtanlage) |         |                                               |
| Bild gesucht BW |             | Motzstraße 10 Lage             | (nur als Teil der Gesamtanlage) |         |                                               |
| Bild gesucht BW |             | Motzstraße 11 Lage             | (nur als Teil der Gesamtanlage) |         |                                               |
| Bild gesucht BW |             | Motzstraße 13 Lage             | (nur als Teil der Gesamtanlage) |         |                                               |
| Bild gesucht BW |             | Westendstraße 4 Lage           | (nur als Teil der Gesamtanlage) |         |                                               |

### Gesamtanlage Ständeplatz
| Bild                                             | Bezeichnung                                      | Lage                  | Beschreibung                                                                                                 | Bauzeit                                    | Daten |
| ------------------------------------------------ | ------------------------------------------------ | --------------------- | --- | ------------------------------------------ | ----- |
| Ständeplatz 1–21                                 | Ständeplatz 1–21                                 | Ständeplatz 1–21 Lage | Geschäftsstraße                                                                                              | Straße nach 1833, heutige Bebauung ab 1950 |       |
| Verwaltungsgebäude Ständeplatz 1–3               | Verwaltungsgebäude Ständeplatz 1–3               | Ständeplatz 1–3 Lage  | Verwaltungsgebäude, Architekten J. Brahm, R. Kasteleiner und V. Wild                                         | 1952/53                                    |       |
| Bild gesucht BW                                  |                                                  | Ständeplatz 5 Lage    | (nur als Teil der Gesamtanlage)                                                                              |                                            |       |
| Bild gesucht BW                                  |                                                  | Ständeplatz 7 Lage    | (nur als Teil der Gesamtanlage)                                                                              |                                            |       |
| Bild gesucht BW                                  |                                                  | Ständeplatz 9 Lage    | (nur als Teil der Gesamtanlage)                                                                              |                                            |       |
| Geschäftshaus Ständeplatz 11                     | Geschäftshaus Ständeplatz 11                     | Ständeplatz 11 Lage   | Geschäftsgebäude, Architekt Konrad Proll                                                                     | 1950                                       |       |
| Bild gesucht BW                                  |                                                  | Ständeplatz 13 Lage   | (nur als Teil der Gesamtanlage)                                                                              |                                            |       |
| Bild gesucht BW                                  |                                                  | Ständeplatz 15 Lage   | (nur als Teil der Gesamtanlage)                                                                              |                                            |       |
| Geschäfts- und Verwaltungsgebäude Ständeplatz 17 | Geschäfts- und Verwaltungsgebäude Ständeplatz 17 | Ständeplatz 17 Lage   | Geschäfts- und Verwaltungsgebäude, Architekten J. Brahm, R. Kasteleiner, Hans Richter, Zimmerle und v. Gluer | 1953/54                                    |       |
| Geschäfts- und Verwaltungsgebäude Ständeplatz 19 | Geschäfts- und Verwaltungsgebäude Ständeplatz 19 | Ständeplatz 19 Lage   | Geschäfts- und Verwaltungsgebäude, Architekt C. Scholten                                                     | 1955                                       |       |
| Bild gesucht BW                                  |                                                  | Ständeplatz 21 Lage   | (nur als Teil der Gesamtanlage)                                                                              |                                            |       |

### Gesamtanlage Weinberg
| Bild            | Bezeichnung | Lage                                    | Beschreibung                    | Bauzeit | Daten |
| --------------- | ----------- | --------------------------------------- | ------------------------------- | ------- | ----- |
| Bild gesucht BW |             | Humboldtstraße 39/39a Lage              | (nur als Teil der Gesamtanlage) |         |       |
| Bild gesucht BW |             | Pfannkuchstraße 7 Lage                  | (nur als Teil der Gesamtanlage) |         |       |
| Bild gesucht BW |             | Pfannkuchstraße 15 Lage                 | Sachteil Tor                    |         |       |
| Bild gesucht BW |             | Pfannkuchstraße 17 Lage                 |                                 |         |       |
| Bild gesucht BW |             | Pfannkuchstraße 19/Schlangenweg 26 Lage |                                 |         |       |
| Bild gesucht BW |             | Schlangenweg 4 Lage                     | (nur als Teil der Gesamtanlage) |         |       |
| Bild gesucht BW |             | Schlangenweg 7 Lage                     | (nur als Teil der Gesamtanlage) |         |       |
| Bild gesucht BW |             | Schlangenweg 9 Lage                     | (nur als Teil der Gesamtanlage) |         |       |
| Bild gesucht BW |             | Schlangenweg 10 Lage                    | (nur als Teil der Gesamtanlage) |         |       |
| Bild gesucht BW |             | Schlangenweg 12 Lage                    | (nur als Teil der Gesamtanlage) |         |       |
| Bild gesucht BW |             | Schlangenweg 13 Lage                    | (nur als Teil der Gesamtanlage) |         |       |
| Bild gesucht BW |             | Schlangenweg 15 Lage                    | (nur als Teil der Gesamtanlage) |         |       |
| Bild gesucht BW |             | Schlangenweg 17 Lage                    | (nur als Teil der Gesamtanlage) |         |       |
| Bild gesucht BW |             | Schlangenweg 19 Lage                    | (nur als Teil der Gesamtanlage) |         |       |
| Bild gesucht BW |             | Schlangenweg 21 Lage                    | (nur als Teil der Gesamtanlage) |         |       |
| Bild gesucht BW |             | Schlangenweg 24 Lage                    | (nur als Teil der Gesamtanlage) |         |       |
| Bild gesucht BW |             | Schlangenweg 26 Lage                    | (nur als Teil der Gesamtanlage) |         |       |
| Bild gesucht BW |             | Terrasse 1 Lage                         |                                 |         |       |
| Bild gesucht BW |             | Terrasse 3 Lage                         | (nur als Teil der Gesamtanlage) |         |       |
| Bild gesucht BW |             | Terrasse 5 Lage                         | (nur als Teil der Gesamtanlage) |         |       |
| Bild gesucht BW |             | Terrasse 7 Lage                         |                                 |         |       |
| Bild gesucht BW |             | Terrasse 9 Lage                         |                                 |         |       |
| Bild gesucht BW |             | Terrasse 11/Schlangenweg 12 Lage        |                                 |         |       |
| Bild gesucht BW |             | Terrasse 13 Lage                        | (nur als Teil der Gesamtanlage) |         |       |
| Bild gesucht BW |             | Terrasse 15 Lage                        |                                 |         |       |
| Bild gesucht BW |             | Terrasse 17 Lage                        | (nur als Teil der Gesamtanlage) |         |       |
| Bild gesucht BW |             | Terrasse 19 Lage                        |                                 |         |       |
| Bild gesucht BW |             | Terrasse 21 Lage                        | Sachteile Reliefs               |         |       |
| Bild gesucht BW |             | Terrasse 23 Lage                        | (nur als Teil der Gesamtanlage) |         |       |
| Bild gesucht BW |             | Terrasse 25 Lage                        | Terrasse                        |         |       |

### Gesamtanlage Weinbergstraße/Fürstengarten
| Bild            | Bezeichnung             | Lage                                                  | Beschreibung                                       | Bauzeit   | Daten |
| --------------- | ----------------------- | ----------------------------------------------------- | -------------------------------------------------- | --------- | ----- |
| weitere Bilder  | Murhardsche Bibliothek  | Brüder-Grimm-Platz 4a LageFlur: 10, Flurstück: 88/10  | Bibliotheksgebäude, Architekt E. Hagberg (g, k, s) | 1903/04   |       |
| weitere Bilder  | Hessisches Landesmuseum | Brüder-Grimm-Platz 5 LageFlur: 10, Flurstück: 1206/88 | Museum, Architekt Theodor Fischer (g, k, s)        | 1910–1913 |       |
| Bild gesucht BW |                         | Humboldtstraße 1a Lage                                |                                                    |           |       |

### Sachgesamtheit Weinberg
| Bild                             | Bezeichnung                      | Lage                                                 | Beschreibung                                                                                                 | Bauzeit | Daten |
| -------------------------------- | -------------------------------- | ---------------------------------------------------- | --- | --- | ----- |
| Luftaufnahme des Weinbergs, 2000 | Ehemaliger Weinberg              | Am Weinberg, Frankfurter Straße, Weinbergstraße Lage | Weinberg, Festung, Garten. Architekten Richard Lucae (Villa), Anton Karst und Hans Fanghänel (Haus Henschel) | Mittelalter (als Weinberg), 1700 (als Teil der Festungsanlagen), 1765 (Terrassenanlage), 1869/70 (Bau der Villa), 1903/04 (Bau des Hauses Henschel, abgerissen 1931) |       |
| Bild gesucht BW                  | Fürstengarten                    | Weinbergstraße Lage                                  | | |       |
| Denkmal im Fürstengarten         | Denkmal im Fürstengarten         | Weinbergstraße/Fürstengarten Lage                    | Obelisk zur Erinnerung an die Deutsche Reichsgründung von 1871, geschaffen von Karl Begas und Hans Everding  | 1898 (Einweihung) |       |
| Mahnmal im Fürstengarten         | Mahnmal im Fürstengarten         | Weinbergstraße Lage                                  | Mahnmal, geschaffen von Hans Sautter                                                                         | 1953 |       |
| Toilettenpavillon Weinbergstraße | Toilettenpavillon Weinbergstraße | Weinbergstraße Lage                                  | Toilettenanlage                                                                                              | 1961 |       |

### Einzeldenkmäler
| Bild                                                                            | Bezeichnung                                          | Lage | Beschreibung | Bauzeit | Daten          |
| ------------------------------------------------------------------------------- | ---------------------------------------------------- | --- | --- | --- | -------------- |
| Villa                                                                           | Villa                                                | Akazienweg 7 LageFlur: 9, Flurstück: 30/2                                                                                      | Villa des Baustoffhändlers Scheldt, reich verzierter Klinkerbau (g, k) | 1882 |                |
| Bild gesucht BW                                                                 |                                                      | Akazienweg 9 Lage | | |                |
| Bild gesucht BW                                                                 |                                                      | Akazienweg 20 Lage | | | Akazienweg 25a |
| Bild gesucht BW                                                                 |                                                      | Amalienstraße 10 Lage | | |                |
| Bild gesucht BW                                                                 |                                                      | Amalienstraße 11 Lage | | |                |
| Bild gesucht BW                                                                 |                                                      | Amalienstraße 14 Lage | | |                |
| Wohnanlage An der Fuldabrücke                                                   | Wohnanlage An der Fuldabrücke                        | An der Fuldabrücke Lage | U-förmige Anlage von Wohn- und Geschäftshäuser, Architekten Catta, Roth, Brahm, Kasteleiner, P. Bode, Th. Bode, Hasper, Wild, (g, k) | 1952/53 |                |
| weitere Bilder                                                                  | Ruine der Hof- und Garnisonkirche                    | An der Garnison-Kirche 2 Lage                                                                                                  | Kirchenruine, Architekt H. Chr. Röckel, inzwischen Teil eines Restaurants (g, k) | 1757–1770 |                |
| Bild gesucht BW                                                                 | Kiosk                                                | Bahnhofsplatz o. Nr. Lage | | |                |
| Bild gesucht BW                                                                 | Hauptbahnhof                                         | Bahnhofsplatz 1 Lage | | |                |
| Das nördliche Torwachengebäude. In der obersten Etage wohnten die Brüder Grimm. | Torwachtgebäude                                      | Brüder-Grimm-Platz 1 LageFlur: 9, Flurstück: 293/2                                                                             | Torhaus, Architekt Heinrich Christoph Jussow (g, k, s) | 1803–1806 |                |
| Das südliche Torwachengebäude neben dem Landesmuseum                            | Torwachtgebäude                                      | Brüder-Grimm-Platz 6 LageFlur: 10, Flurstück: 80/1 (Nr. 6)                                                                     | Torhaus, Architekt Heinrich Christoph Jussow (g, k, s) | 1803–1806 |                |
| Kasseler Post                                                                   | Kasseler Post                                        | Brüder-Grimm-Platz 4/Friedrichstraße 28/30 LageFlur: 5, Flurstück: 40/9                                                        | Postgebäude (g, k, s) | 1807–1813 |                |
| Wohnhaus                                                                        | Wohnhaus                                             | Bürgermeister-Brunner-Straße 4 LageFlur: 12, Flurstück: 23/1                                                                   | spätklassizistisches Wohnhaus (g, s) | 1868–1870, vor 1890 umgebaut, 2001 saniert |                |
| Bild gesucht BW                                                                 | Felsenkeller                                         | Bürgermeister-Brunner-Straße 4/11 und Akazienweg 18, Eingang heute Kölnische Straße 41 LageFlur: 9, Flurstück: 17/2 und 481/16 | Bier- und Eiskeller, im 2. Weltkrieg als Bunker genutzt (Viktoriabunker) (g) | um 1845, spätere Erweiterungen |                |
| Renaissance-Portal                                                              | Renaissance-Portal                                   | Die Freiheit 12 Lage | Portal | um 1600, versetzt Anfang des 20. Jh. vom Standort Martinsplatz 4                                                                                   |                |
| Die Schlagd                                                                     | Die Schlagd                                          | Die Schlagd, linkes Fuldaufer zwischen Rondell und dem ehemaligen Karlshospitals Lage                                          | Uferstreifen | zur Stadtgründung |                |
| weitere Bilder                                                                  | Druselturm                                           | Druselplatz Lage | Wachturm | 1415 |                |
| Entenanger                                                                      | Entenanger                                           | Entenanger Lage | Platz, Architekten Rollke, Oesler, Schellmann, Otto | 1954/56 |                |
| Geschäfts- und Gewerbegebäude                                                   | Geschäfts- und Gewerbegebäude                        | Erzberger Straße 3–5 Lage | Geschäfts- und Gewerbegebäude | 1905–1908, 1925 aufgestockt, 1981/82 rekonstruiert                                                                                                 |                |
| Blumenkiosk                                                                     | Blumenkiosk                                          | Florentiner Platz Lage | Pavillon | 1958/59 |                |
| weitere Bilder                                                                  | Karlskirche                                          | Karlsplatz (tatsächlicher Standort), Frankfurter Straße 1–4 (laut Denkmaltopographie) Lage                                     | Kirche, ev. luth., Architekten Paul du Ry, W. Seidel (Wiederaufbau) | 1698–1706, wiederaufgebaut 1954–57 |                |
| Bild gesucht BW                                                                 | Alte Hauptpost                                       | Friedrich-Ebert-Straße 24 Lage                                                                                                 | | |                |
| Bild gesucht BW                                                                 | Nordstern-Haus                                       | Friedrich-Ebert-Straße 26/Karthäuser Straße 15/17 Lage                                                                         | | |                |
| Bild gesucht BW                                                                 |                                                      | Friedrich-Ebert-Straße 28 Lage                                                                                                 | | |                |
| Bild gesucht BW                                                                 | LVA-Gebäude                                          | Friedrich-Ebert-Straße 44/46 Lage                                                                                              | | |                |
| Bild gesucht BW                                                                 |                                                      | Friedrich-Ebert-Straße 49 Lage                                                                                                 | | |                |
| Bild gesucht BW                                                                 | Pauluskirche                                         | Friedrich-Engels-Straße 24 Lage                                                                                                | | |                |
| Bild gesucht BW                                                                 |                                                      | Friedrich-Engels-Straße 26 Lage                                                                                                | | |                |
| Bild gesucht BW                                                                 |                                                      | Friedrich-Engels-Straße 27 Lage                                                                                                | | |                |
| weitere Bilder                                                                  | Friedrichsplatz                                      | Friedrichsplatz Lage | Platz, Architekt Simon Louis du Ry | ab 1688 |                |
| das Eingangsportal des AOK-Gebäudes                                             | Verwaltungsgebäude der AOK                           | Friedrichsplatz 14 Lage | Verwaltungsgebäude, Architekt Konrad Proll | 1956/57 |                |
| weitere Bilder                                                                  | Standbild des Landgrafen Friedrich II.               | Friedrichsplatz Lage | Standbild des Landgrafen Friedrich II., entworfen und begonnen von J. A. Nahl, fertiggestellt von S. Nahl | 1783 |                |
| weitere Bilder                                                                  | Staatstheater                                        | Friedrichsplatz 15 Lage | Theater, Architekten Paul Bode und Ernst Brundig | 1956–1959 |                |
| weitere Bilder                                                                  | Zwehrenturm                                          | Friedrichsplatz 18 Lage | Torturm | um 1330 |                |
| weitere Bilder                                                                  | Fridericianum                                        | Friedrichsplatz 18 Lage | Museum und ehemalige Bibliothek, Architekt Simon Louis du Ry | 1769–1776 |                |
| Altan des ehemaligen Roten Palais                                               | Altan des ehemaligen Roten Palais                    | Friedrichsplatz 19 Lage | Altan, Architekt Johann Conrad Bromeis | 1821–1826 |                |
| Bild gesucht BW                                                                 |                                                      | Friedrichsstraße 20 Lage | | |                |
| Bild gesucht BW                                                                 |                                                      | Friedrichsstraße 25 Lage | | |                |
| Mietshaus                                                                       | Mietshaus                                            | Friedrichsstraße 36 Lage | Wohngebäude | 1879 |                |
| Bild gesucht BW                                                                 |                                                      | Geibelstraße 6 Lage | | |                |
| weitere Bilder                                                                  | Marstall                                             | Graben 10 Lage | Marstall, Architekten Hans und Hieronymus Müller | 1591–1593 |                |
| Portal des Steinhauses Marktgasse 17                                            | Portal des Steinhauses Marktgasse 17                 | Graben 20 Lage | Portal | um 1697 |                |
| Direktoren-Wohnhaus                                                             | Direktoren-Wohnhaus                                  | Humboldtstraße 1a Lage | Wohngebäude | um 1890 |                |
| Wohnhaus                                                                        | Wohnhaus                                             | Humboldtstraße 4 Lage | Wohngebäude | um 1878 |                |
| Friedrichsgymnasium                                                             | Friedrichsgymnasium                                  | Humboldtstraße 5 Lage | Schule | 1957 |                |
| Villa                                                                           | Villa                                                | Humboldtstraße 6 Lage | Wohngebäude | um 1885 |                |
| Bild gesucht BW                                                                 |                                                      | Humboldtstraße 8 Lage | | |                |
| Bild gesucht BW                                                                 |                                                      | Humboldtstraße 31 Lage | | |                |
| Bild gesucht BW                                                                 |                                                      | Humboldtstraße 33 Lage | | |                |
| Standbild des Landgrafen Karl                                                   | Standbild des Landgrafen Karl                        | Karlsplatz (neben der Karlskirche) Lage                                                                                        | Statue, Bildhauer Bartholomeus Eggers | 1668 (Kopie von 1936) |                |
| Bild gesucht BW                                                                 |                                                      | Karthäuserstraße 5 Lage | | |                |
| Bild gesucht BW                                                                 |                                                      | Karthäuserstraße 5a Lage | | |                |
| Bild gesucht BW                                                                 |                                                      | Karthäuserstraße 19 Lage | | |                |
| Bild gesucht BW                                                                 |                                                      | Karthäuserstraße 19a Lage | | |                |
| Bild gesucht BW                                                                 |                                                      | Karthäuserstraße 19b Lage | | |                |
| Friedenshof                                                                     | Friedenshof                                          | Kleine Rosenstraße 4 Lage | Versammlungsgebäude, Architekt K. v. Wild (Wiederaufbau) | um 1927, Wiederaufbau 1949/50 |                |
| Bild gesucht BW                                                                 |                                                      | Kölnische Straße 33/35 Lage | | |                |
| Wohnhaus                                                                        | Wohnhaus                                             | Kölnische Straße 34 Lage | Wohnhaus | 1879, 1946/47 (Wiederaufbau) |                |
| Bild gesucht BW                                                                 |                                                      | Kölnische Straße 37 Lage | | |                |
| Bromeissches Gartenhaus                                                         | Bromeissches Gartenhaus                              | Kölnische Straße 40 Lage | Gartenhaus, Architekt Johann Conrad Bromeis | 1825 |                |
| Bild gesucht BW                                                                 |                                                      | Kölnische Straße 41 Lage | | |                |
| Bild gesucht BW                                                                 |                                                      | Kölnische Straße 48/50 Lage | | |                |
| Bild gesucht BW                                                                 |                                                      | Kölnische Straße 52 Lage | | |                |
| Bild gesucht BW                                                                 | Kirche St. Familia                                   | Kölnische Straße 53 Lage | | |                |
| Bild gesucht BW                                                                 |                                                      | Kölnische Straße 56 Lage | | |                |
| Bild gesucht BW                                                                 |                                                      | Kölnische Straße 69 Lage | | |                |
| Bild gesucht BW                                                                 | Bundesknappschaft                                    | Kölnische Straße 73 Lage | | |                |
| Bild gesucht BW                                                                 | ehem. Eisenbahndirektion                             | Kölnische Straße 81 Lage | | |                |
| weitere Bilder                                                                  | Königsplatz                                          | Königsplatz Lage | Platz, Architekt Simon Louis du Ry | ab 1766 |                |
| Kino „Kaskade“                                                                  | Kino „Kaskade“                                       | Königsplatz 53 Lage | Kino, Architekt Paul Bode | 1952/53 |                |
| Eingangs- und Brunnenanlage                                                     | Eingangs- und Brunnenanlage                          | Königsplatz 57 Lage | Portal und Brunnen, Bildhauer Heinrich Gerhardt und M. Schäfer | 1908/09 |                |
| Bild gesucht BW                                                                 | Ladenanbau                                           | Königstor 2 Lage | | |                |
| Mietshaus                                                                       | Mietshaus                                            | Königstor 14 Lage | Wohngebäude | um 1860/70 |                |
| Bild gesucht BW                                                                 |                                                      | Königstor 15 Lage | | |                |
| Landhaus                                                                        | Landhaus                                             | Königstor 16 Lage | Wohngebäude | um 1840/50 |                |
| Bild gesucht BW                                                                 |                                                      | Königstor 17 Lage | | |                |
| Wohn- und Geschäftshaus                                                         | Wohn- und Geschäftshaus                              | Königstor 18 Lage | Wohn- und Geschäftshaus | um 1895 |                |
| Bild gesucht BW                                                                 | ehem. Polizeipräsidium                               | Königstor 31/Weigelstraße 7 Lage                                                                                               | | |                |
| weitere Bilder                                                                  | Altstädter Friedhof                                  | Lutherplatz Lage | Friedhof | ab 1564 |                |
| Mausoleum                                                                       | Mausoleum                                            | Lutherplatz Lage | Mausoleum Friedrich Wilhelms I. (Hessen-Kassel) | 1875 |                |
| weitere Bilder                                                                  | Turm der Lutherkirche                                | Lutherplatz Lage | Kirchturm der im Zweiten Weltkrieg stark beschädigten und später bis auf den Turm abgetragenen Lutherkirche, Architekt Hugo Schneider | 1894–1897 |                |
| Bild gesucht BW                                                                 |                                                      | Marienstraße 8 Lage | | |                |
| Bild gesucht BW                                                                 |                                                      | Marienstraße 10 Lage | | |                |
| Portalanlage, Inschriftentafel und Treppenturm                                  | Portalanlage, Inschriftentafel und Treppenturm       | Martinsplatz 2 Lage | Tor, Tafel und Turm. Der Treppenturm ist nicht öffentlich zugänglich. | um 1600 |                |
| weitere Bilder                                                                  | Martinskirche                                        | Martinsplatz, Landgraf-Philipps-Platz Lage                                                                                     | Evangelische Pfarrkirche und die Predigtstätte des Bischofs der Evangelischen Kirche von Kurhessen-Waldeck | 1882 |                |
| Inschriftentafel                                                                | Inschriftentafel                                     | Obere Karlsstraße 3 Lage | Tafel, einst angebracht am Hôpital des Francois Refugiés, Architekt des Krankenhauses war Simon Louis du Ry | Krankenhaus erbaut 1770–1772 |                |
| Parkhotel Hessenland                                                            | Parkhotel Hessenland                                 | Obere Königsstraße 2 Lage | Hotel, Architekt Paul Bode | 1953 |                |
| Engel-Apotheke                                                                  | Engel-Apotheke                                       | Obere Königsstraße 21 Lage | Apotheke, Wohn- und Geschäftsgebäude, Architekt W. Hasper | 1949/50 |                |
| weitere Bilder                                                                  | Rathaus                                              | Obere Königsstraße 8 Lage | Kasseler Rathaus, Architekt Karl Roth | 1905–1909, 1950 (Wiederaufbau) |                |
| St.-Elisabeth-Hospital                                                          | St.-Elisabeth-Hospital                               | Oberste Gasse 2–8 Lage | Krankenhaus, gegründet von Mechthild von Kleve | um 1297, 1953/54 (innerer Wiederaufbau) |                |
| Spohr-Denkmal                                                                   | Spohr-Denkmal                                        | Opernplatz Lage | Statue zu Ehren Louis Spohrs, geschaffen von Carl Ferdinand Hartzer | 1882 |                |
| Wohn- und Geschäftsgebäude Opernstraße 2                                        | Wohn- und Geschäftsgebäude Opernstraße 2             | Opernstraße 2 Lage | Wohn- und Geschäftsgebäude | um 1905 |                |
| Wohn- und Geschäftsgebäude Opernstraße/Wolfsschlucht                            | Wohn- und Geschäftsgebäude Opernstraße/Wolfsschlucht | Opernstraße 8/Wolfsschlucht 6a Lage                                                                                            | Wohn- und Geschäftsgebäude | um 1900 |                |
| Wohn- und Geschäftsgebäude Opernstraße 15                                       | Wohn- und Geschäftsgebäude Opernstraße 15            | Opernstraße 15 Lage | Wohn- und Geschäftsgebäude | um 1905 |                |
| Bild gesucht BW                                                                 |                                                      | Parkstraße 10 Lage | | |                |
| weitere Bilder                                                                  | Brüderkirche                                         | Renthof 1 Lage | | 1292–1298, 1331 (Chorweihe), 1376 (Langhaus), 1529 (Westwand), 1952–1955 (Wiederaufbau)                                                            |                |
| Renthofbrunnen                                                                  | Renthofbrunnen                                       | Renthof Lage | Brunnen, geschaffen von Wilhelm Vernuken | um 1600 bzw. 1620 |                |
| weitere Bilder                                                                  | Renthof                                              | Renthof 2–4 Lage | Kloster, Hochschule | 13. Jahrhundert, 1598–1599 Umbau zur Hofschule |                |
| Bild gesucht BW                                                                 |                                                      | Richardweg 1 Lage | | |                |
| Villa Richardweg                                                                | Villa Richardweg                                     | Richardweg 3 Lage | Wohngebäude | um 1880 |                |
| Bild gesucht BW                                                                 |                                                      | Ruhlstraße 1 Lage | | |                |
| Bild gesucht BW                                                                 |                                                      | Ruhlstraße 3 Lage | | |                |
| Bild gesucht BW                                                                 |                                                      | Ruhlstraße 6 Lage | | |                |
| Bild gesucht BW                                                                 |                                                      | Ruhlstraße 7 Lage | | |                |
| Bild gesucht BW                                                                 |                                                      | Ruhlstraße 9 Lage | | |                |
| weitere Bilder                                                                  | EAM-Hochhaus                                         | Scheidemannplatz 1 Lage | Verwaltungsgebäude, Architekten Fleischmann und W. Seidel | 1954–1956 |                |
| weitere Bilder                                                                  | Neue Galerie                                         | Schöne Aussicht 1 Lage | Kunstmuseum, Architekt Heinrich von Dehn-Rotfelser | 1871–1877 |                |
| weitere Bilder                                                                  | Palais Bellevue                                      | Schöne Aussicht 2 Lage | Palais, Architekt Paul du Ry, von 1972 bis 2014 Sitz des Brüder Grimm-Museums Kassel | 1714 |                |
| Wohngebäude Schöne Aussicht                                                     | Wohngebäude Schöne Aussicht                          | Schöne Aussicht 9 Lage | Wohngebäude | 1734 |                |
| Bild gesucht BW                                                                 |                                                      | Sophienstraße 1 Lage | | |                |
| Bild gesucht BW                                                                 |                                                      | Sophienstraße 16 Lage | | |                |
| Bild gesucht BW                                                                 |                                                      | Sophienstraße 28 Lage | | |                |
| Verwaltungs- und Versammlungsgebäude des DGB                                    | Verwaltungs- und Versammlungsgebäude des DGB         | Spohrstraße 6–8 Lage | Verwaltungsgebäude, Architekten W. Grüning und W. Perrin | 1953/54 |                |
| Finanzamt                                                                       | Finanzamt                                            | Spohrstraße 7/Kleine Rosenstraße 1 Lage                                                                                        | Behörde, Architekten Julius Eubell und Carl Rieck | 1908/09 |                |
| weitere Bilder                                                                  | Ständehaus                                           | Ständeplatz 6–10 Lage | Sitz des kurhessischen Parlaments bis 1866, 1868–1933 Ort der Versammlungen des Kommunallandtags des Regierungsbezirks Kassel und des Provinziallandtags der Provinz Hessen-Nassau, Beschädigungen durch Brandbomben 1943, nach dem Wiederaufbau seit 1953 Hauptsitz des Landeswohlfahrtsverbands Hessen. Architekt Johann Christian Ruhl | 1834–1836 |                |
| Bild gesucht BW                                                                 | Landeszentralbank                                    | Ständeplatz 12/14 Lage | | |                |
| weitere Bilder                                                                  | Kulturhaus und Stadtmuseum                           | Ständeplatz 16 Lage | Gebäude für Kasseler Kunstvereine, heute Stadtmuseum Kassel, Architekt A. Scholtz | 1869–1871, 1877/78 (Aufstockung), 1953–1955 (Wiederaufbau), 2010–2016 (Kernsanierung und Anbau eines Turms zur Erweiterung der Ausstellungsfläche) |                |
| weitere Bilder                                                                  | Ottoneum                                             | Steinweg 2 Lage | Naturkundemuseum, ehemals Theater. Architekt Wilhelm Vernuken | 1603–1606, 1690 (Umbau) |                |
| Papinbrunnen                                                                    | Papinbrunnen                                         | Steinweg 2 Lage | Brunnen, geschaffen von Hans Everding | 1906 |                |
| Bild gesucht BW                                                                 |                                                      | Terrasse 26 Lage | | |                |
| Bild gesucht BW                                                                 |                                                      | Thoméestraße 2 Lage | | |                |
| weitere Bilder                                                                  | Treppenstraße                                        | Scheidemannplatz 1–2, Treppenstraße 1–15, Wolfsschlucht 21, Obere Königsstraße 41 und 43 Lage                                  | Fußgängerzone, Architekt Werner Hasper | 1947–1953 |                |
| Rondell und ein Teil der Schlagd                                                | Rondell                                              | Ufer der Kleinen Fulda, Ecke Renthof/Die Schlagd Lage                                                                          | Teil der Stadtbefestigung | 1523, 1567 (Erhöhung), 1652 (Wiederherstellung nach Teileinsturz)                                                                                  |                |
| Gerhart-Hauptmann-Schule                                                        | Gerhart-Hauptmann-Schule                             | Untere Karlsstraße 2–4 Lage | Ehemalige Realschule für Knaben, seit 1990 befindet sich das Kulturhaus Dok 4 in den Räumlichkeiten | 1902–1904 |                |
| Stadtmauer Untere Karlsstraße                                                   | Stadtmauer Untere Karlsstraße                        | Untere Karlsstraße 10–12 Lage                                                                                                  | Stadtmauer | frühes 14. Jh. |                |
| Zollmauer                                                                       | Zollmauer                                            | Wallstraße Lage | Stadtmauer | ab 1768 |                |
| Wohnhaus                                                                        | Wohnhaus                                             | Weinbergstraße 1 Lage | Wohnhaus | 1884 |                |
| Kapelle des Elisabeth-Hospitals                                                 | Kapelle des Elisabeth-Hospitals                      | Weinbergstraße 7 Lage | Krankenhauskapelle, Architekt C. A. Rebentisch | 1882 |                |
| Bild gesucht BW                                                                 |                                                      | Weinbergstraße 27 Lage | | |                |
| Bild gesucht BW                                                                 |                                                      | Weißenburgstraße 10 Lage | | |                |
| Bild gesucht BW                                                                 | sog. Weinkirche                                      | Werner-Hilpert-Straße 22 Lage                                                                                                  | | |                |
| Bild gesucht BW                                                                 |                                                      | Wilhelmshöher Allee 13 Lage | | |                |
| Bild gesucht BW                                                                 |                                                      | Wilhelmshöher Allee 22 Lage | | |                |
| Bild gesucht BW                                                                 |                                                      | Wilhelmshöher Allee 25a Lage                                                                                                   | | |                |
| Bild gesucht BW                                                                 | Jacob-Grimm-Schule                                   | Wilhelmshöher Allee 35-39 Lage                                                                                                 | | |                |
| Henschel-Haus                                                                   | Henschel-Haus                                        | Wolfsschlucht 24, 24a Lage | Historisierender Anbau an das Brühl’sche Haus | 1921 |                |

### Nicht mehr erhaltene Kulturdenkmäler
| Bild            | Bezeichnung            | Lage               | Beschreibung                                                       | Bauzeit | Daten |
| --------------- | ---------------------- | ------------------ | ------------------------------------------------------------------ | ------- | ----- |
| Bild gesucht BW | Tankstelle Spohrstraße | Spohrstraße 9 Lage | Tankstelle, abgerissen und durch modernes Geschäftsgebäude ersetzt | 1954/55 |       |